# (16123) Jessiecheng
(16123) Jessiecheng (1999 XQ83) – planetoida z pasa głównego asteroid okrążająca Słońce w ciągu 3,67 lat w średniej odległości 2,38 j.a. Odkryta 7 grudnia 1999 roku.